# Ratusz w Jaworze
Ratusz w Jaworze – budowla została wzniesiona w latach 1895–1897 w stylu neorenesansowym, przy wykorzystaniu gotyckiej wieży, pochodzącej z poprzedniego ratusza. Obecnie budowla jest siedzibą władz miejskich Jawora.

## Historia
Pierwszy ratusz w Jaworze został wzniesiony na początku XIV wieku, w latach następnych był wielokrotnie przebudowywany. Po pożarach w 1846 i 1895 roku budowla została rozebrana, a na jej miejscu w roku 1897 został postawiona nowa siedziba władz miasta. Projekt w stylu neorenesansu niderlandzkiego wykonał berliński architekt H. Guthe. Z poprzedniego ratusza została tylko wieża.

Decyzjami wojewódzkiego konserwatora zabytków z dnia 8 października 1963 z i 16 kwietnia 1977 roku ratusz został wpisany do rejestru zabytków. 

## Architektura
Bryła ratusza jest rozczłonkowana, posiada dwa masywne skrzydła, z kamiennym boniowanym cokołem. Z poprzedniej budowli zachowała się jedynie gotycka wieża o wysokości 65 metrów, w dolnej części czworoboczna, wyżej ośmioboczna, posiadająca w górnej części galeryjkę, u podstawy której są rzygacze w formie maszkaronów Powyżej galeryjki jest barokowy hełm z podwójną latarnią. W narożnikach wieży umieszczono posągi rycerzy z tarczami herbowymi, uosabiające władców Jawora. Wewnątrz znajduje się sala rajców z największymi witrażami w budynku świeckim na Dolnym Śląsku, wykonanymi w 1897 roku w Berlińskim Instytucie Witraży według projektu Juliusa Jursa. Obecnie ratusz jest siedzibą władz samorządowych i administracyjnych Jawora. 
Przy północnej ścianie ratusza znajduje się kamień pamiątkowy "1000-lecia Państwa Polskiego" i "Dnia Zwycięstwa nad faszyzmem" ufundowany przez mieszkańców Jawora w maju 1966 r.

## Galeria

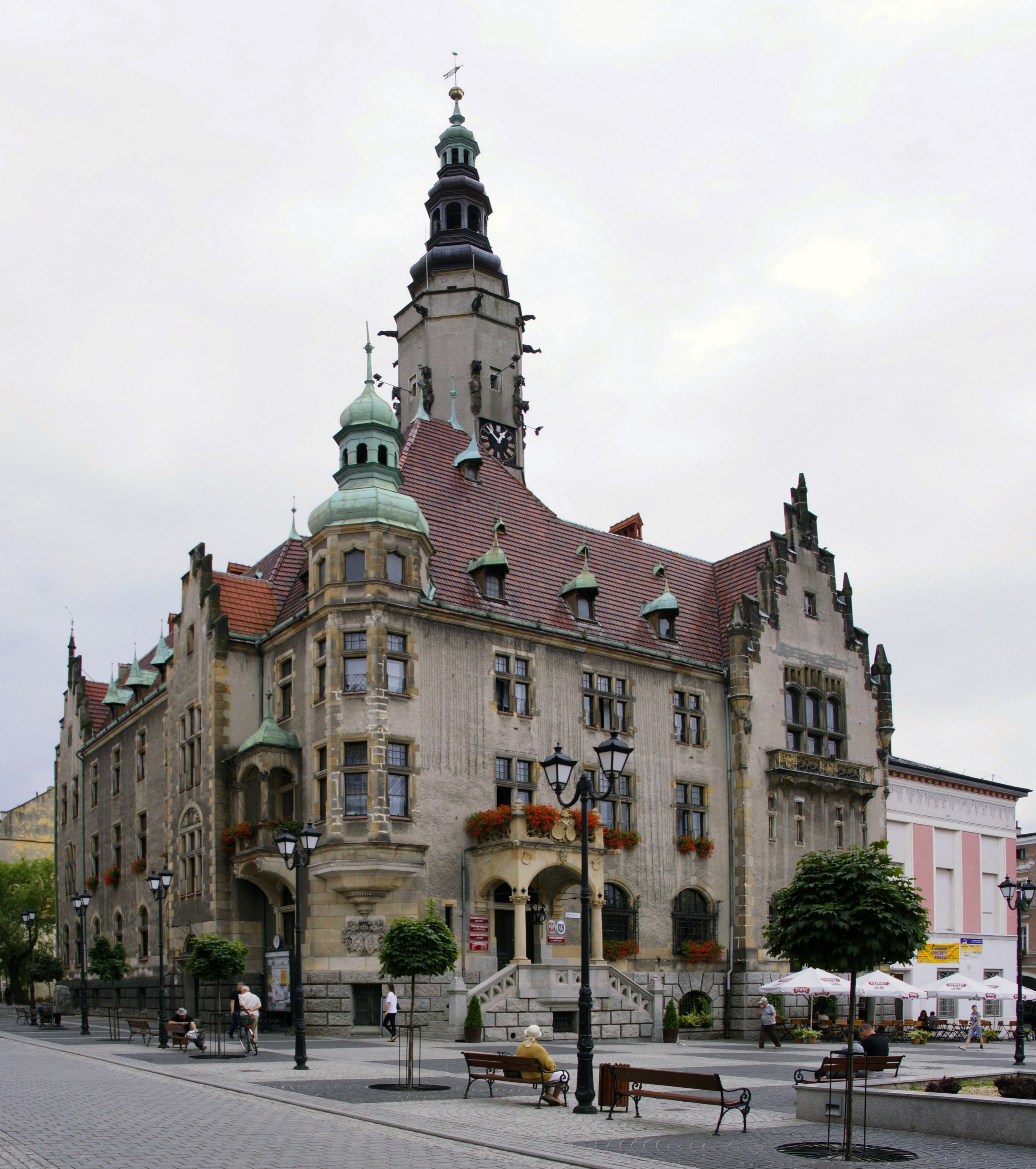
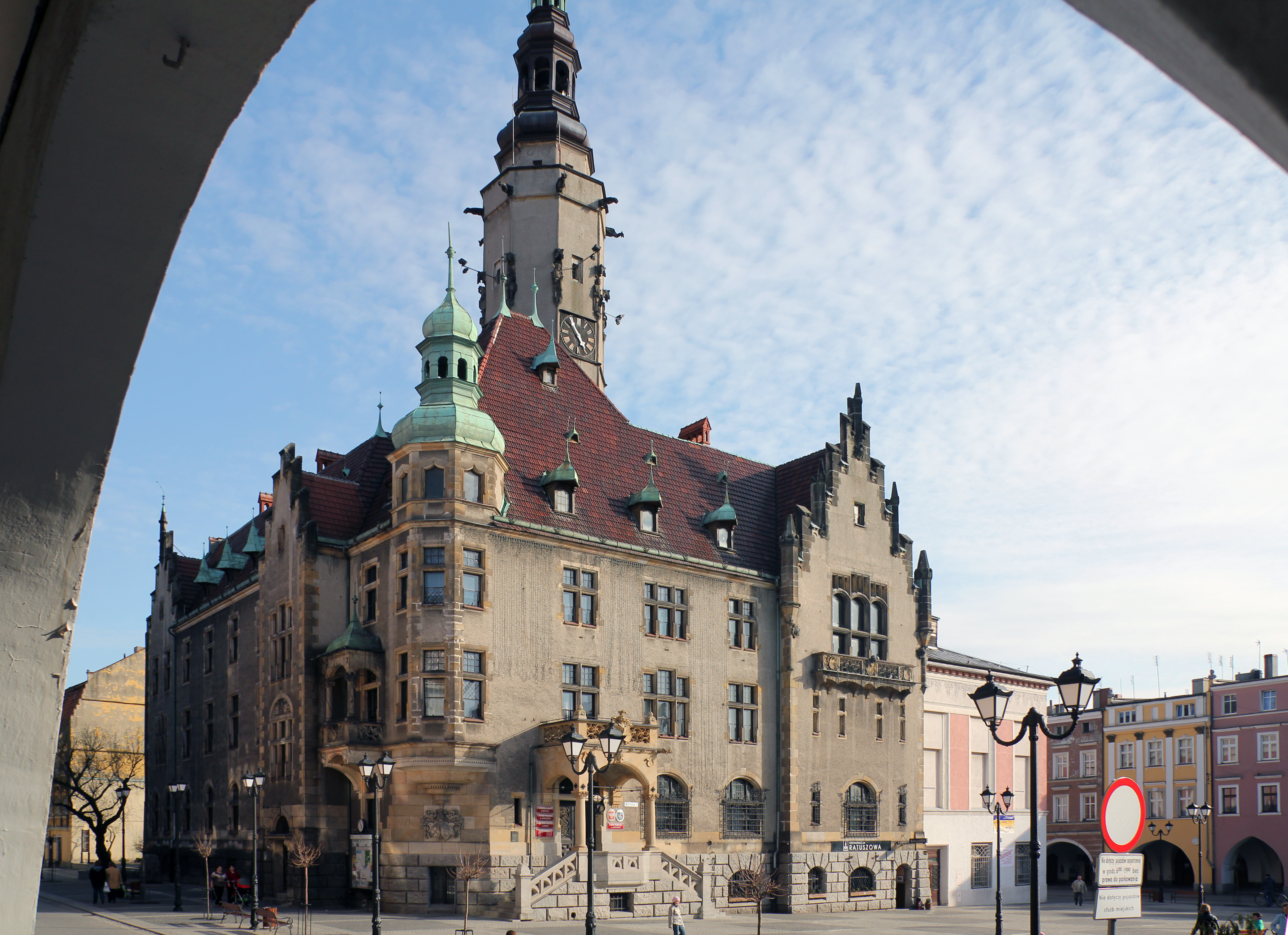
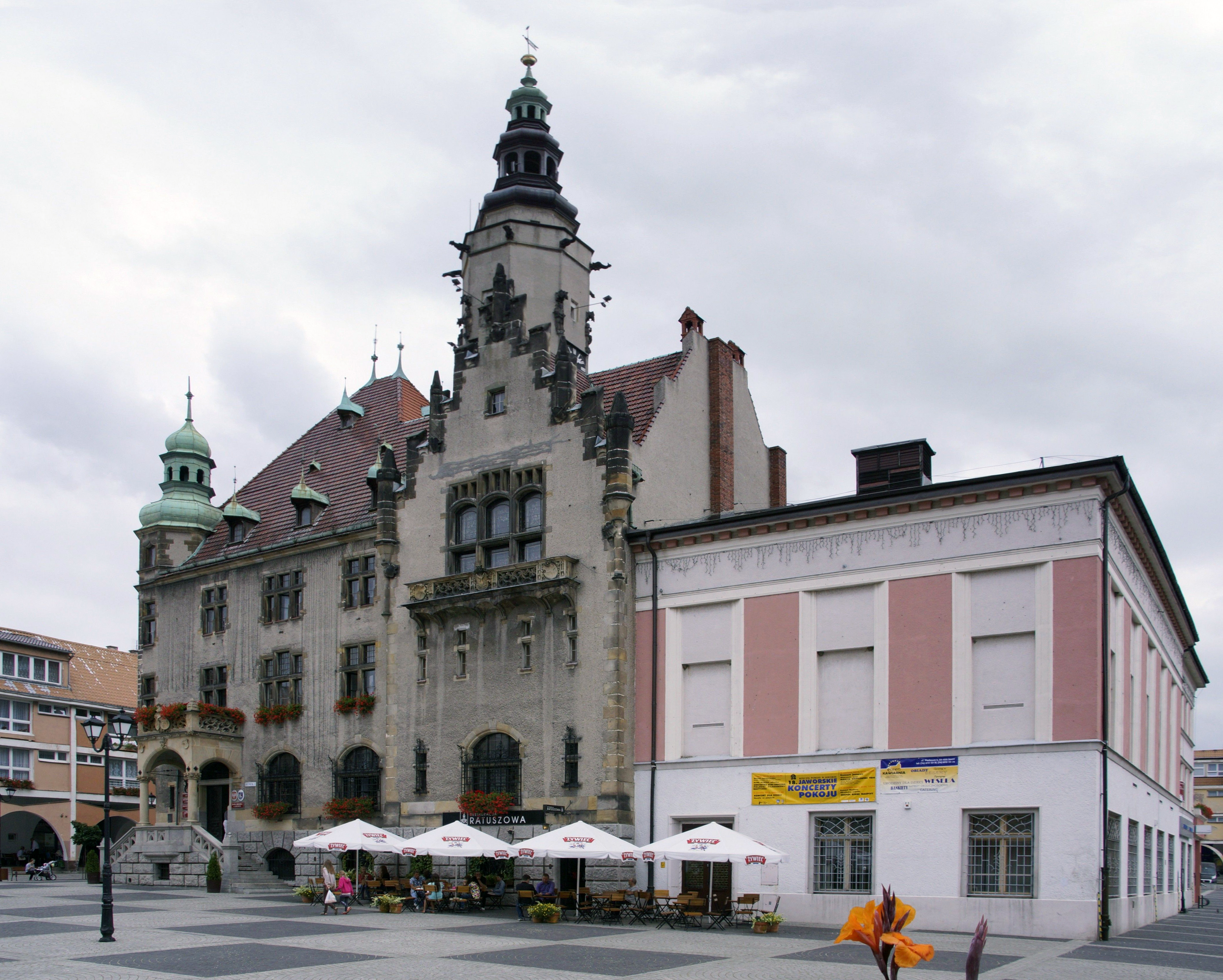
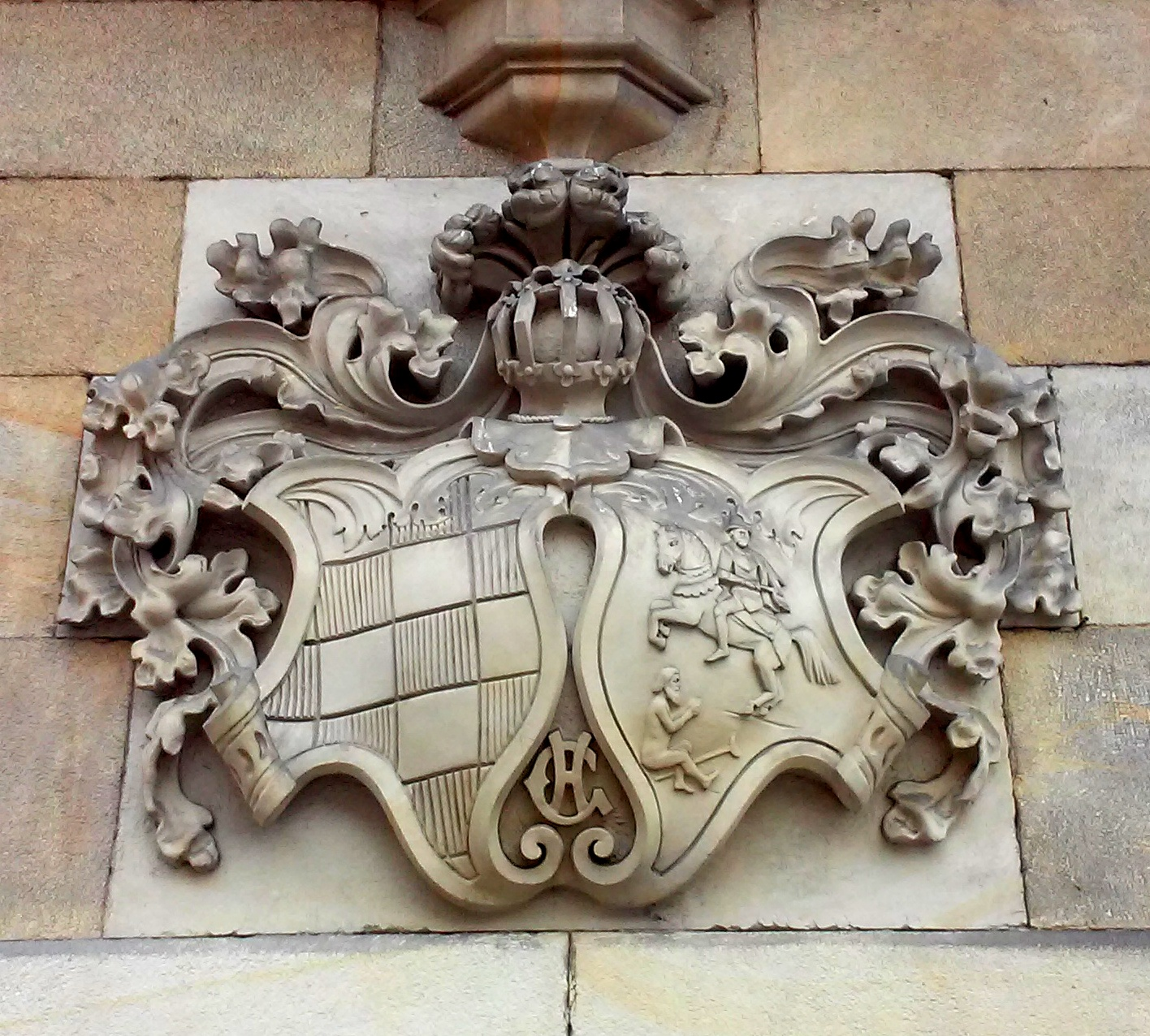
Herby ks. jaworskiego i Jawora
Herb ks. jaworskiego
Herb Jawora